# Hunton (Yorkshire du Nord)
Pour les articles homonymes, voir Hunton.
Hunton est un village et une paroisse civile du Yorkshire du Nord, en Angleterre.